# ملعب فوكسبورو
ملعب فوكسبورو  (بالإنجليزية: Foxboro Stadium)‏ هو ملعب كرة قدم يقع بمدينة بوسطن في الولايات المتحدة الأمريكية، ويصل طاقة الملعب الاستيعابية إلى 60,292 ألف متفرج.
استضاف الملعب العديد من المنافسات منها كأس العالم لكرة القدم 1994.